# ديفيد كولفين
ديفيد كولفين (بالإنجليزية: David Colvin)‏ هو مدرب تجديف أسترالي، ولد في 4 نوفمبر 1965.

## وصلات خارجية
- ديفيد كولفين على موقع الاتحاد الدولي للتجديف (الإنجليزية)
- ديفيد كولفين على موقع أوليمبيديا (الإنجليزية)
- ديفيد كولفين على موقع اللجنة الأولمبية الأسترالية (الإنجليزية)